# Баррот-Камю
Барро́т-Камю́ (фр. Barraute-Camu) — коммуна во Франции, находится в регионе Новая Аквитания. Департамент — Атлантические Пиренеи. Входит в состав кантона Ортез и Тер-де-Гав и дю Сель. Округ коммуны — Олорон-Сент-Мари.
Код INSEE коммуны — 64096.

## География

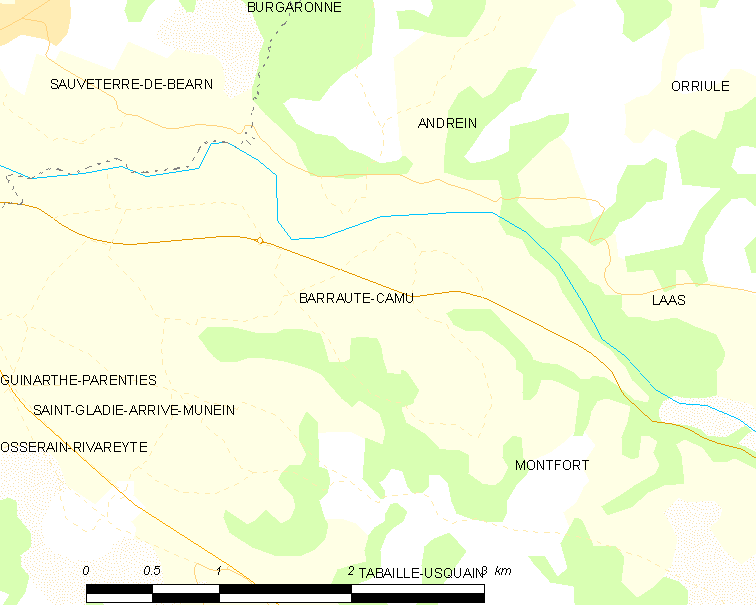
Карта коммуны

Коммуна расположена приблизительно в 660 км к югу от Парижа, в 165 км южнее Бордо, в 45 км к западу от По.
На севере коммуны протекает река Гав-д’Олорон.

### Климат
Климат тёплый океанический. Зима мягкая, средняя температура января — от +5°С до +13°С, температуры ниже −10 °C бывают редко. Снег выпадает около 15 дней в году с ноября по апрель. Максимальная температура летом порядка 20-30 °C, выше 35 °C бывает очень редко. Количество осадков высокое, порядка 1100 мм в год. Характерна безветренная погода, сильные ветры очень редки.

## Население
Население коммуны на 2010 год составляло 158 человек.
| 1962 | 1968 | 1975 | 1982 | 1990 | 1999 | 2010 |
| ---- | ---- | ---- | ---- | ---- | ---- | ---- |
| 213  | 210  | 187  | 186  | 160  | 164  | 158  |

## Администрация
| Период | Период | Фамилия    | Партия | Примечания |
| ------ | ------ | ---------- | ------ | ---------- |
| 2001   | 2020   | Жан Казнав |        |            |

## Экономика
В 2010 году среди 95 человек трудоспособного возраста (15-64 лет) 68 были экономически активными, 27 — неактивными (показатель активности — 71,6 %, в 1999 году было 65,7 %). Из 68 активных жителей работали 61 человек (32 мужчины и 29 женщин), безработных было 7 (3 мужчин и 4 женщины). Среди 27 неактивных 3 человека были учениками или студентами, 16 — пенсионерами, 8 были неактивными по другим причинам.

## Достопримечательности
- Церковь Свв. Киприана и Иустина (XIX век)[4]